# چیچیبور ماوه
چیچیبور ماوه (به لهستانی:  Cicibór Mały) یک منطقهٔ مسکونی در لهستان است که در گمینا بیاوا پودلاسکا واقع شده‌است.